# Kasumigaseki (métro de Tokyo)
Kasumigaseki (霞ケ関駅, Kasumigaseki-eki) est une station du métro de Tokyo sur les lignes Marunouchi, Chiyoda et Hibiya dans l'arrondissement de Chiyoda à Tokyo. Elle est exploitée par Tokyo Metro.

## Situation sur le réseau
La station Kasumigaseki est située au point kilométrique (PK) 6,5 de la ligne Chiyoda, au PK 7,0 de la ligne Hibiya et au PK 12,7 de la ligne Marunouchi.

## Histoire
La station a été inaugurée le 15 octobre 1958 sur la ligne Marunouchi. La ligne Hibiya dessert la station depuis le 25 mars 1964 et la ligne Chiyoda depuis le 20 mars 1971.
La station est touchée par l'attentat au gaz sarin le 20 mars 1995.

## Services aux voyageurs

### Accès et accueil
La station est ouverte tous les jours. La station de la ligne Marunouchi consiste en un quai central et un quai latéral desservis par 2 voies. Les stations des lignes Chiyoda et Hibiya se composent d'un quai central encadré par 2 voies. Il n'y a pas correspondance directe entre les lignes Chiyoda et Marunouchi, il faut donc passer par le quai de la ligne Hibiya.
En moyenne, 146 162 voyageurs ont fréquenté quotidiennement la station en 2015 (partie Tokyo metro).

### Desserte
- Ligne Marunouchi :
  - voie 1 : direction Ogikubo ;
  - voie 2 : direction Ikebukuro.
- Ligne Hibiya :
  - voie 3 : direction Naka-Meguro ;
  - voie 4 : direction Kita-Senju (interconnexion avec la ligne Tōbu Skytree pour Kuki et Minami-Kurihashi).
- Ligne Chiyoda :
  - voie 5 : direction Yoyogi-Uehara (interconnexion avec la ligne Odakyū Odawara pour Hon-Atsugi et Isehara) ;
  - voie 6 : direction Ayase (interconnexion avec la ligne Jōban pour Toride).

Installations de la station
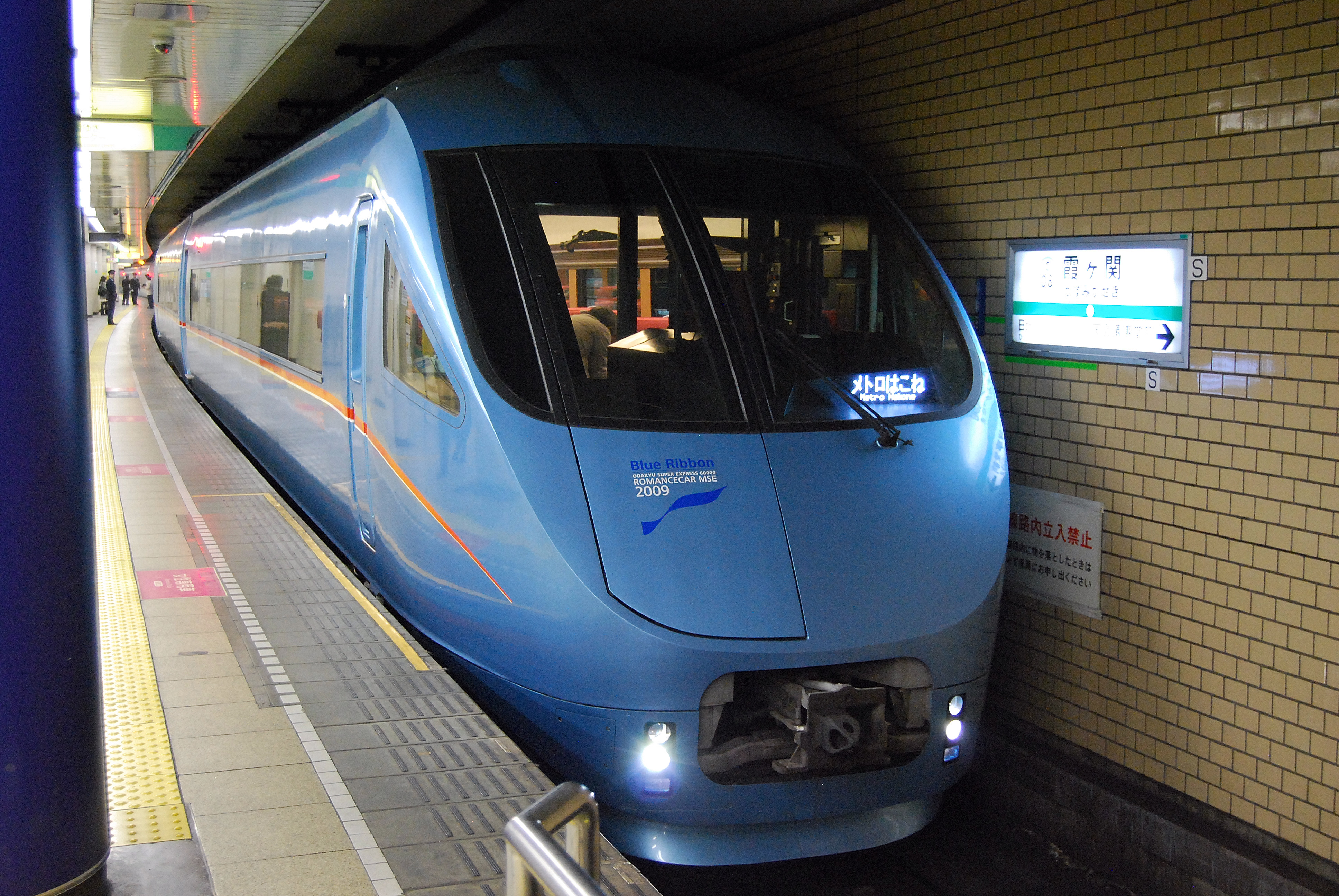
Quai de la ligne Chiyoda
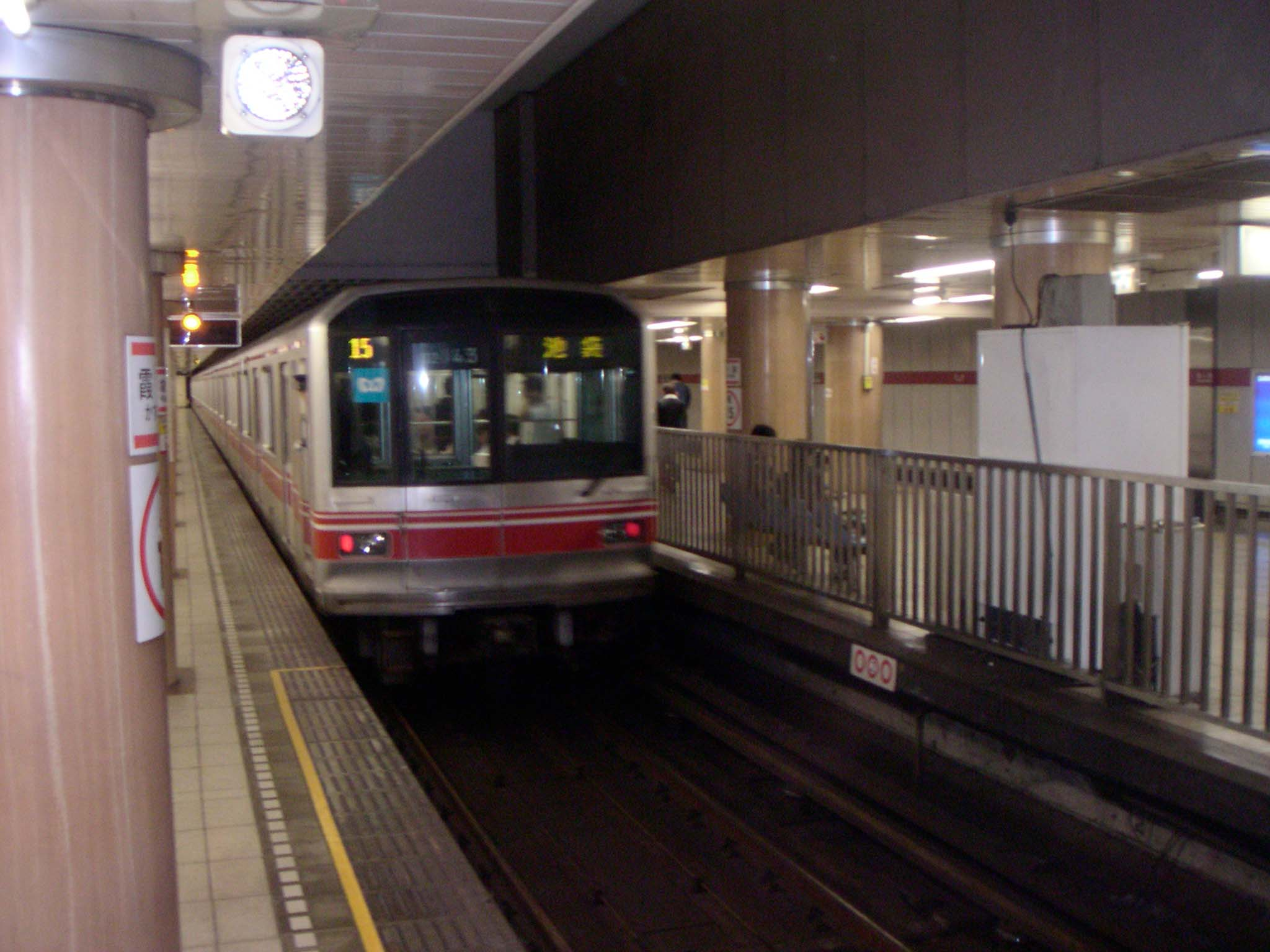
Quais de la ligne Marunouchi
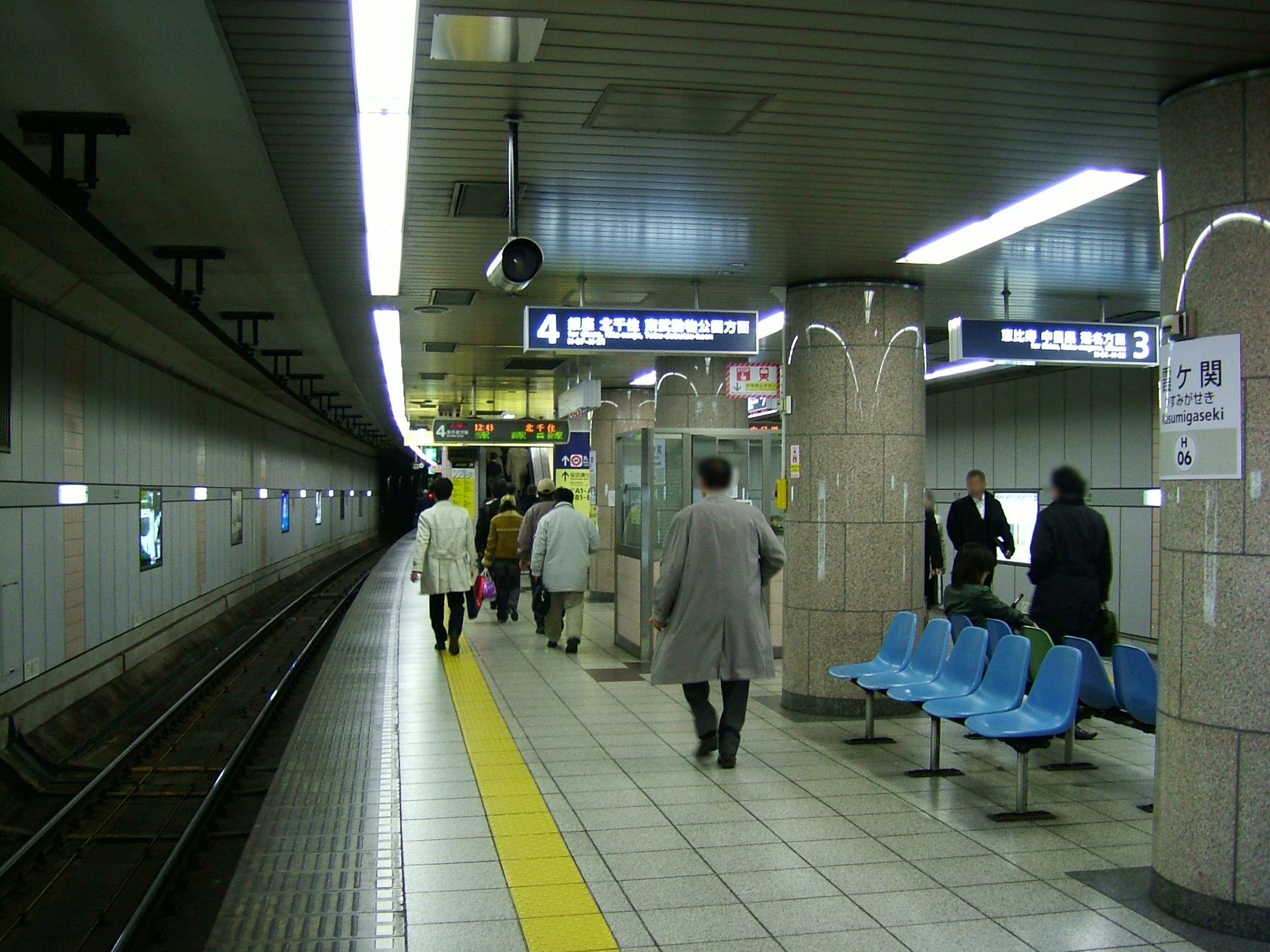
Quai de la ligne Hibiya

## À proximité
- Kasumigaseki
- Parc d'Hibiya